# Rolls-Royce Trent 900
Rolls-Royce Trent 900 là một loạt động cơ turbofan, được phát triển từ chương trình động cơ RB211 và được dùng làm động cơ cho máy bay Airbus A380.